# Bejoy Nicephorus D'Cruze
Bejoy Nicephorus D'Cruze (Puran Tuital, 9 febbraio 1956) è un arcivescovo cattolico bangladese, dal 30 settembre 2020 arcivescovo metropolita di Dacca.

## Biografia

### Formazione
Bejoy Nicephorus D'Cruze è nato il 9 febbraio 1956 nel villaggio di Puran Tuital, nel sotto-distretto di Chapai Nawabganj Sadar, parte nord-occidentale del Bangladesh. Fin da bambino, ha frequentato la locale parrocchia dello Spirito Santo. Dopo aver completato gli studi primari e secondari, sentendo maturare la vocazione al sacerdozio, si è iscritto presso il Seminario maggiore di Dacca, conseguendo gli studi in filosofia e teologia. Il 1º novembre 1986, trentenne, ha emesso la professione solenne come membro dei Missionari oblati di Maria Immacolata; tale congregazione, fondata il 25 gennaio 1816 da Eugène de Mazenod per predicare alle popolazioni delle campagne, è presente anche in Bangladesh già dalla fine del XIX secolo.

### Ministero sacerdotale
Il 20 febbraio 1987, terminati gli studi, è stato ordinato presbitero all'età di trentuno anni. Non molto tempo dopo, è stato assegnato come viceparroco delle parrocchie di Lokhipur e Mugaipar, presso l'arcidiocesi di Dacca, incarico svolto per tre anni. Nel 1990 è stato inviato a Roma per un soggiorno di studio presso la Pontificia Università Gregoriana, ottenendo la Licenza in teologia nel 1993.
Al suo rientro in patria è stato nominato rettore dell'Oblate Juniorate, centro vocazionale per giovani e futuri oblati, mandato concluso tre anni dopo. Nel 1996 si è recato nuovamente nella capitale italiana, conseguendo la laurea in teologia presso la Gregoriana nel 1999. Di nuovo in Bangladesh, ha ripreso la direzione dell'Oblate Juniorate per un biennio.
Nel 1999 è stato nominato professore del seminario maggiore di Dacca, mentre nel 2001 è divenuto superiore dell'Oblate Scholasticate e superiore della delegazione dei missionari oblati per il Bangladesh, nonché membro di Caritas Bangladesh; ha svolto tali incarichi fino alla promozione all'episcopato.

### Ministero episcopale

#### Vescovo di Khulna
Il 19 febbraio 2005 papa Giovanni Paolo II lo ha nominato, appena quarantanovenne, 3º vescovo di Khulna; è succeduto al settantanovenne Michael Atul D'Rozario, che aveva guidato la diocesi per ben trentacinque anni. Ha ricevuto la consacrazione episcopale il 6 maggio successivo, davanti alla cattedrale di San Giuseppe a Khulna, per imposizione delle mani di monsignor D'Rozario, ordinario diocesano emerito, assistito dai co-consacranti monsignori Michael Rozario, arcivescovo metropolita di Dacca, e Paul Tschang In-Nam, arcivescovo titolare di Amanzia e nunzio apostolico in Bangladesh; durante la stessa cerimonia ha anche preso possesso della diocesi. Come suo motto episcopale ha scelto The peace of the Lord be with you, presa dal rito della pace durante la messa.
Il 9 giugno 2008 si è recato, assieme ad una delegazione dell'episcopato bengalese, in visita ad limina apostolorum in Vaticano, per discutere con il Pontefice della situazione e dei problemi relativi alla sua diocesi.
Intervistato da Aiuto alla chiesa che soffre, il 7 marzo 2007, D'Cruze ha denunciato che "Abbiamo paura del fondamentalismo. Abbiamo ancora bisogno di protezione, che lo Stato è pronto a darci", essendo i cattolici una minoranza, e ha affermato che il riconoscimento da parte del cristianesimo della dignità umana è in netto contrasto anche con le caste indù.
In un'altra intervista avvenuta dopo il trasferimento, ha descritto la diocesi come "già ben costituita. Aveva residenza vescovile, segreteria, ospedali, scuole, istituzioni dedicate ad altre comunità. Inoltre, i cattolici della diocesi erano bengalesi, non tribali. Infine, persone e altre comunità conoscevano già la diocesi di Khulna, soprattutto musulmani che rispettano molto la Chiesa cattolica e ne utilizzano i servizi, che sono a disposizione di tutti".

#### Vescovo di Sylhet
L'8 luglio 2011, con la bolla pontificia Missionali Ecclesiae, papa Benedetto XVI ha eretto la diocesi di Sylhet, scorporandone il territorio dall'arcidiocesi di Dacca; contestualmente lo ha nominato come primo ordinario diocesano. Ha preso possesso della diocesi nella procattedrale di Lokhipur, a 100 km da Sylhet, il successivo 30 settembre.
Riferendosi alle sue prime esperienze a capo della nuova diocesi, un territorio a maggioranza musulmana, mons. D'Cruze ha dichiarato: "Non avevo nemmeno la mia casa. Ho affittato una stanza in una casa che apparteneva ai musulmani e non mi è stato permesso di celebrare l'Eucaristia lì. Potevo solo recitare lì le mie preghiere personali. Ma in effetti vi celebravo ancora la messa di nascosto, a volte in compagnia dei miei fratelli sacerdoti".
La chiesa di Sylhet ha un rapporto continuo con la diocesi di Ibarra in Ecuador: ad esempio, nel 2017, il vescovo Valter Dario Maggi ha inviato i sacerdoti Francesco Rizzo e Alexander Moreira come missionari in fidei donum a Sylhet; la notte di Natale dello stesso anno, monsignor D'Cruze ha chiesto ai due sacerdoti di concelebrare la messa in inglese nei Tea Gardens della parrocchia di Sreemangal, mentre lui traduceva. Mons. Maggi si era già recato in visita a Sylhet dal 14 al 17 ottobre 2015, mentre il vescovo bengalese si è recato ad Ibarra per tre giorni nel 2017. Il programma prevedeva: il 9 agosto alle 9:00 un colloquio con il governatore della provincia dell'Imbabura, seguito alle 12:00 da un incontro con seminaristi, vicari episcopali e religiosi, proseguendo alle 15:00 una conferenza con Ad Gentes, CODIAL e la delegazione giovanile e terminando la giornata con il Comune; il 10 agosto una giornata di dialogo fraterno con i sacerdoti diocesani di Ibarra; il 12 agosto una visita mattutina a San Antonio de Ibarra ed alle 18:30 una messa di congedo nella cattedrale di Sant'Agostino.
Pochi giorni prima del viaggio apostolico di papa Francesco in Myanmar e Bangladesh (27 novembre-2 dicembre 2017), ha rilasciato un'intervista alla sezione tedesca di Aiuto alla chiesa che soffre, in difesa della minoranza cristiana Khasi, sulle regioni montuose della diocesi, sempre più emarginati dai gruppi fondamentalisti islamici: essi devono lottare per i propri diritti, contro le discriminazioni e le razzie nelle loro piantagioni e case. Secondo le stime, 25 villaggi khasi sono quasi scomparsi e mons. D'Cruze ha terminato dicendo che "Sono persone semplici. Faranno di tutto per vedere il Santo Padre e ricevere la sua benedizione".
All'inizio del 2018 ha dichiarato che nei primi due anni a capo della diocesi, spesso ha preso l'autobus percorrendo centinaia di chilometri per raggiungere tutte le parrocchie, senza avere né una cattedrale stabile, né un centro pastorale; ha continuato dicendo che "Sebbene siamo una comunità molto piccola, abbiamo un enorme impatto, ad esempio nell'istruzione e nella sanità. Questo è il motivo per cui noi cristiani siamo generalmente rispettati". Nonostante ciò, gli attacchi dei musulmani radicali non si sono fermati: "Ad esempio, nel novembre 2015, un missionario che lavorava anche come medico è stato pugnalato a morte. Anche adesso, più di due anni dopo, è ancora mal segnato. Poco prima di Natale, anch'io ho ricevuto un messaggio “caloroso” dai fondamentalisti: “Vescovo, preparati, ti ammazzeremo”. Tuttavia, non accadde nulla". Ha terminato l'intervista parlando del significativo apporto del viaggio di papa Francesco in Bangladesh.
Il 24 maggio 2018 si è nuovamente recato in Vaticano per la visita ad limina apostolorum, assieme a tutti i membri dell'episcopato bengalese.
Il 14 agosto 2020 è stato eletto segretario generale della Conferenza dei Vescovi Cattolici del Bangladesh (CBCB), succedendo a monsignor Moses Costa, C.S.C., arcivescovo metropolita di Chattogram, deceduto il precedente 13 luglio a causa del SARS-CoV-2. Mons. D'Cruze ha promesso di assumere "questa responsabilità con serietà e con gioia. Spero nella benedizione dell'Altissimo, così da poter svolgere il mio lavoro al meglio e con fede". In ambito della CBCB ha servito anche come presidente delle Commissioni episcopali per l'unità dei cristiani e per il dialogo interreligioso, nonché come tesoriere generale

#### Arcivescovo di Dacca
Il 30 settembre seguente papa Francesco lo ha nominato nuovo arcivescovo metropolita di Dacca; contestualmente ha accettato la rinuncia al governo pastorale del settantasettenne Patrick D'Rozario, primo cardinale bengalese nella storia della Chiesa. La notizia è stata diffusa, verso le ore 16:00, da monsignor George Kocherry, arcivescovo titolare di Othona e nunzio apostolico in Bangladesh.
Il cardinale D'Rozario, nel messaggio di congedo, ha affermato: "A nome dell'arcidiocesi, ci congratuliamo con il nuovo arcivescovo Bejoy D'Cruze, gli diamo il benvenuto e preghiamo che Dio gli doni benedizioni abbondanti per il suo ministero pastorale nell'arcidiocesi di Dacca". Molti cattolici hanno espresso la loro gioia per il neo arcivescovo, tra cui i centri missionari di Dacca, Bhawal ed Atharogram; Porimol Palma, giornalista cattolico del Daily Star ed ex studente del centro vocazionale, ha espresso: "Tutte le mie congratulazioni al nuovo arcivescovo Bejoy D'Cruze, mio rettore all'Oblate Juniorate. È un uomo di forte morale, devoto e istruito". Ha preso possesso dell'arcidiocesi nella cattedrale di Santa Maria a Dacca il successivo 27 novembre.
Nel dicembre del 2020 è stato eletto presidente della Conferenza dei Vescovi cattolici del Bangladesh (CBCB).

## Genealogia episcopale e successione apostolica
La genealogia episcopale è:
- Cardinale Scipione Rebiba
- Cardinale Giulio Antonio Santorio
- Cardinale Girolamo Bernerio, O.P.
- Arcivescovo Galeazzo Sanvitale
- Cardinale Ludovico Ludovisi
- Cardinale Luigi Caetani
- Cardinale Ulderico Carpegna
- Cardinale Paluzzo Paluzzi Altieri degli Albertoni
- Papa Benedetto XIII
- Papa Benedetto XIV
- Papa Clemente XIII
- Cardinale Bernardino Giraud
- Cardinale Alessandro Mattei
- Cardinale Pietro Francesco Galleffi
- Cardinale Giacomo Filippo Fransoni
- Cardinale Andon Bedros IX Hassoun
- Patriarca Stepanos Bedros X Azarian
- Patriarca Avedis Bedros XIV Arpiarian
- Arcivescovo Sergio Der Abrahamian
- Cardinale Krikor Bedros XV Aghagianian
- Arcivescovo Theotonius Amal Ganguly, C.S.C.
- Vescovo Michael Atul D'Rozario, C.S.C.
- Arcivescovo Bejoy Nicephorus D'Cruze, O.M.I.

La successione apostolica è:
- Vescovo Emmanuel Kanon Rozario (2022)
- Vescovo Subroto Boniface Gomes (2024)